# Smith Peak
Der Smith Peak ist ein markanter Berg auf der Thurston-Insel vor der Eights-Küste des westantarktischen Ellsworthlands. In den Walker Mountains ragt er südöstlich des Kopfendes des Potaka Inlet und 10 km ostnordöstlich des Mount Hubbard auf.
Seine Position wurde erstmals anhand von Luftaufnahmen der United States Navy während der Operation Highjump (1946–1947) bestimmt. Das Advisory Committee on Antarctic Names benannte ihn nach Dean Cullom Smith (1889–1987), Pilot bei der ersten Antarktisexpedition (1928–1930) des US-amerikanischen Polarforschers Richard Evelyn Byrd.